# 維修管理

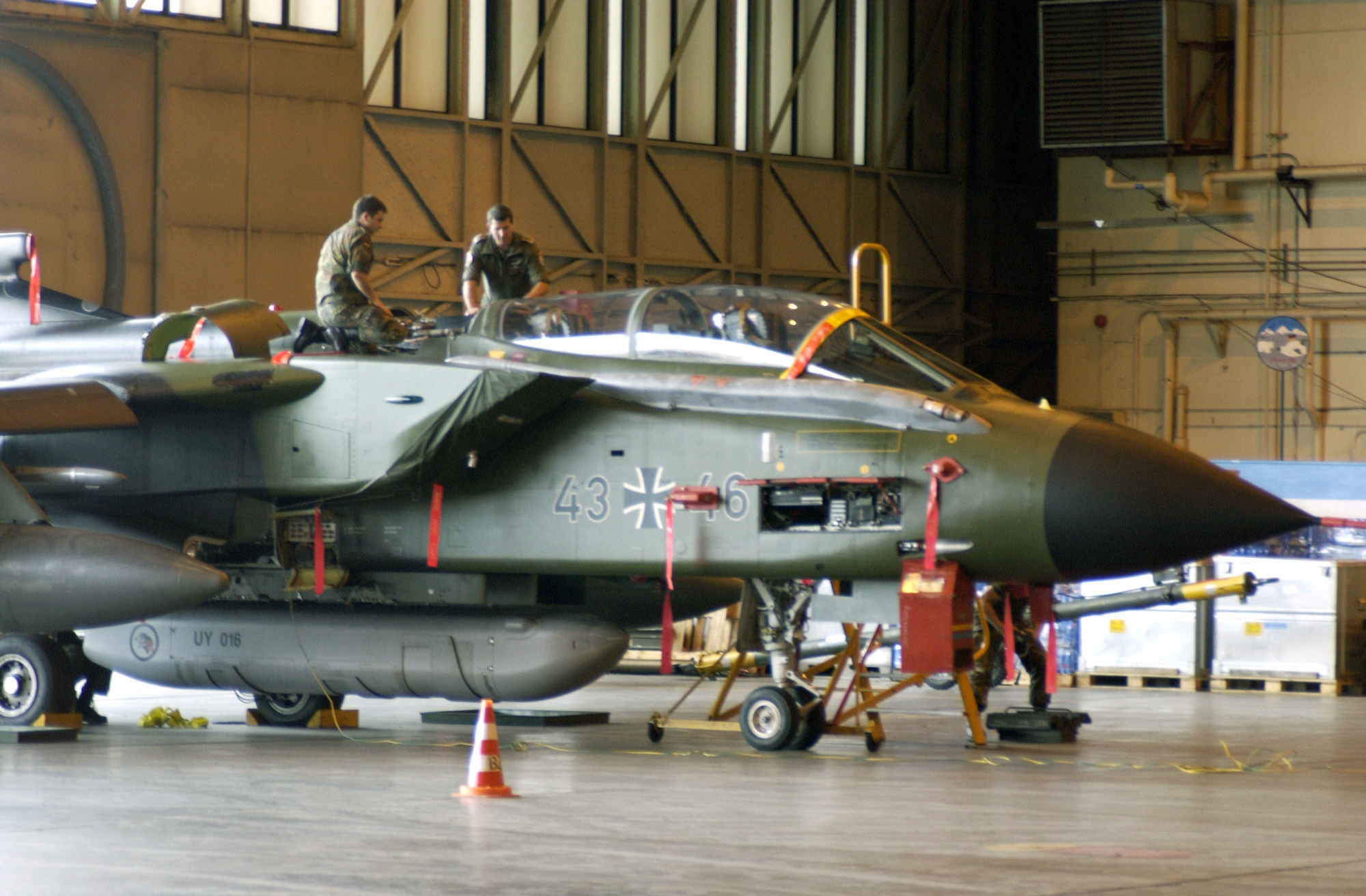
德國Tornado GR-4維修

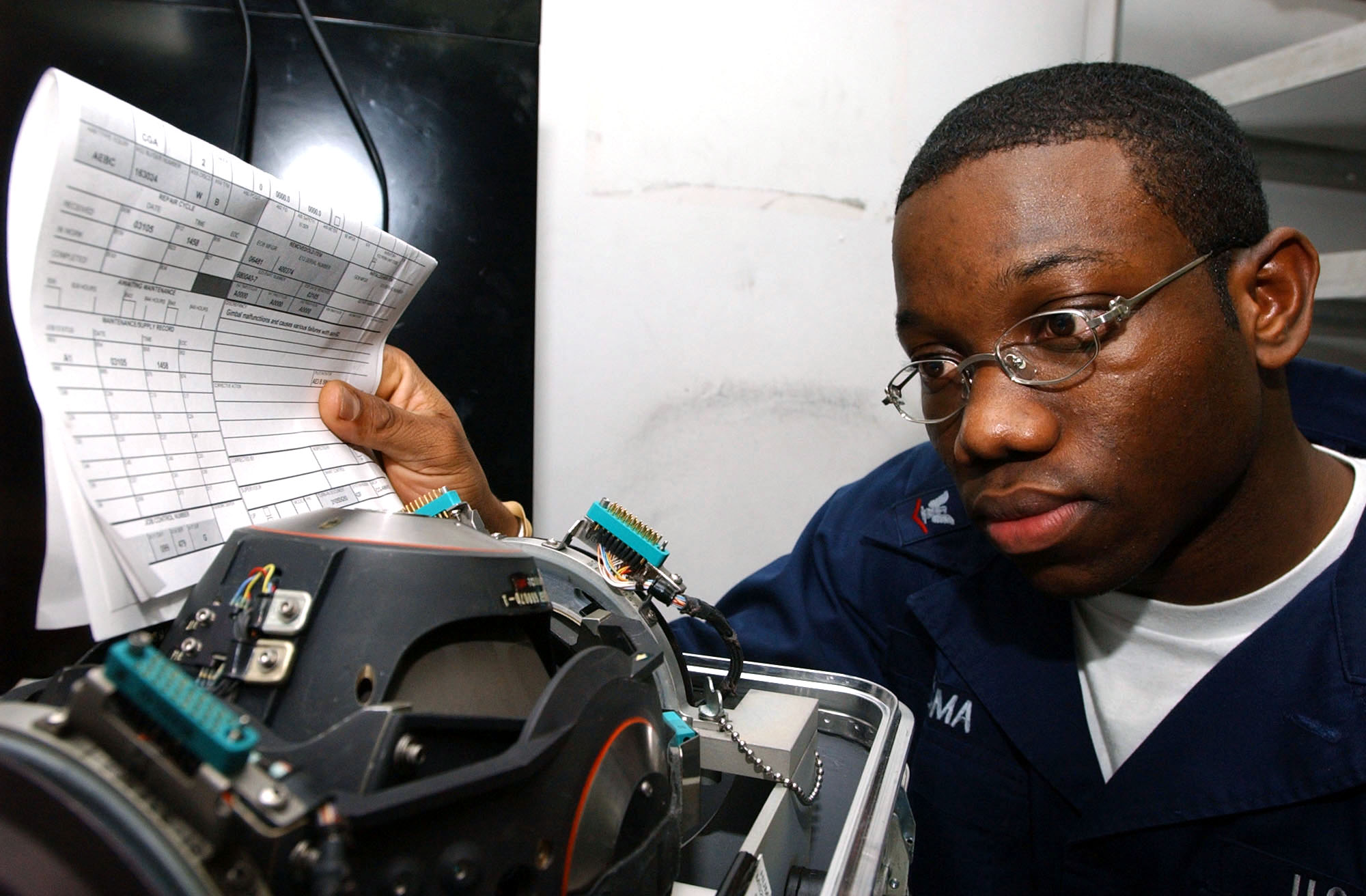
美國海軍維修員

維修管理是指針對維修的管理行為，其對應的是目前任何管理當中缺乏的管理行為，因為維修的管理相當的複雜，須經由服務功能或是處理層面顯示維修管理的價值，故提出相關維修管理的名目。電腦化的維修管理為現今主流，稱為CMMS（Computerized maintenance management system）。

## 重點
維修管理需要的是實際的重點因素
1. 維修管理是對於人的管理或指設備的處理管理。
2. 維修與管理可以確實的分立而行，並非同時存在的定義。
3. 維修需要更精闢的解釋，但確實可以與管理部分合成定義相關解釋。
4. 管理維修視同維修管理意義，但確實針對實際解釋重點相同。
5. 行為反映的維修管理視同認定的服務導向。
6. 確實擬定依據個人查詢相關定義並無維修管理定義而於擬定。
7. 反映維修管理的意義。
8. 維修管理是學理上的可能定義。